# Saukibe
Saukibe is een bestuurslaag in het regentschap Kupang van de provincie Oost-Nusa Tenggara, Indonesië. Saukibe telt 1523 inwoners (volkstelling 2010).